# Hugh O’Flaherty
Hugh O’Flaherty (* 28. Februar 1898 in Lisrobin, County Cork, Irland; † 30. Oktober 1963 in Cahersiveen, County Kerry, Irland) war ein irischer Priester der römisch-katholischen Kirche und während des Zweiten Weltkriegs Widerstandskämpfer gegen den Nationalsozialismus im von der Wehrmacht besetzten Italien. Er versteckte gemeinsam mit Helfern ungefähr 6500 Juden und aus der Kriegsgefangenschaft geflüchtete Soldaten der Alliierten in Klöstern, kirchlichen Gebäuden und in Privathäusern.

## Leben
Hugh O’Flaherty wurde 1898 in Lisrobin im irischen County Cork geboren. Er studierte Theologie zunächst am Priesterseminar in Killarney. 1922 ging er dann nach Rom, wo er sein Studium beendete. 1925 wurde O’Flaherty zum Priester geweiht. Er wurde für den Heiligen Stuhl als Diplomat tätig und bereiste Ägypten, Haiti, Santo Domingo und die Tschechoslowakei. 1934 wurde er zum Monsignore ernannt und anschließend Mitarbeiter im Heiligen Offizium. In seiner Freizeit spielte O’Flaherty leidenschaftlich Golf und spielte regelmäßig mit Graf Ciano, dem damaligen Außenminister Italiens und Schwiegersohn von Benito Mussolini.
Nach Kriegsbeginn war O’Flaherty regelmäßig in Kriegsgefangenenlagern seelsorgerisch tätig und suchte unter den Inhaftierten nach Vermissten. Hatte er diese ausfindig gemacht, informierte er über Radio Vatikan die Angehörigen in den betreffenden Ländern. Nach dem Sturz Mussolinis im Juli 1943 wurden die inhaftierten alliierten Soldaten zwar freigelassen, waren aber durch den Einmarsch der Wehrmacht in Italien einer erneuten Gefangennahme ausgeliefert. Ebenso bedroht waren die italienischen Juden. Viele Kriegsflüchtlinge wandten sich an O’Flaherty, der daraufhin mit dem Aufbau einer geheimen Organisation begann, die die Flüchtlinge in Klöstern, kirchlichen Gebäuden und Privathäusern versteckte und dadurch ihr Leben rettete. Zu dieser Zeit lebte er am deutschen Priesterkolleg Campo Santo Teutonico, von wo aus er seine Hilfsorganisationen 1943/44 – mit Duldung durch Rektor Hermann Maria Stoeckle – koordinierte. Zu den engsten Helfern zählten der britische Colonel Sam Derry, Delia Murphy, die Frau des irischen Botschafters Thomas J. Kiernan und Chetta Chevalier aus Malta, die Flüchtlinge auch in ihrem eigenen Haus versteckte. Weitere Mitarbeiter waren Aurelio Borg, Ugolino Gatt und Egidio Galea. Eine wichtige Kontaktperson war der britische Diplomat Sir D’Arcy Osborne. Was genau Papst Pius XII. von diesen Vorgängen wusste, ist nicht eindeutig geklärt. Sicher ist, dass er O’Flaherty gewähren ließ, obwohl die Deutschen im Vatikan vorstellig geworden waren und eine Warnung ausgesprochen hatten.
Der gefährlichste und mächtigste Gegner von O’Flaherty war Obersturmbannführer Herbert Kappler, der Befehlshaber der Sicherheitspolizei und des SD in Rom. Dieser hatte erkannt, dass von O’Flaherty eine geheime Hilfsorganisation aufgebaut worden war, und versuchte nun, ihn verhaften und ermorden zu lassen. O’Flaherty gelang es aber immer wieder, unentdeckt die Vatikanstadt zu verlassen und Verstecke oder geheime Treffen aufzusuchen. Er verkleidete sich unter anderem als Bettler, Postbote, Ordensschwester und sogar als Angehöriger der Besatzungsmacht. Schließlich wurde im Vatikan ein Mordanschlag auf O’Flaherty verübt, der aber scheiterte. Als die Alliierten im Juni 1944 Rom befreiten, wurde Herbert Kappler gefangen genommen und zu lebenslanger Haft verurteilt. O’Flaherty besuchte Kappler jeden Monat im Gefängnis. 1959 konvertierte Kappler zum Katholizismus und wurde von O’Flaherty getauft.
Nach dem Krieg erhielt Hugh O’Flaherty für seine Verdienste zahlreiche Ehrungen. Er wurde mit der Medal of Freedom der Vereinigten Staaten ausgezeichnet und zum Commander des Order of the British Empire ernannt. Eine staatliche Pension vom italienischen Staat hatte O’Flaherty abgelehnt. 1960 erlitt er während einer Heiligen Messe einen Herzanfall und wurde nach Irland gebracht. Dort wohnte er bis zu seinem Tod 1963 bei seiner Schwester Bride Sheehan in Cahersiveen.

## Nachleben
1983 wurde der Widerstandskampf von O’Flaherty und seiner Gruppe unter dem Titel Im Wendekreis des Kreuzes mit Gregory Peck in der Rolle des Monsignore verfilmt. Das Grab O’Flahertys wird noch heute von zahlreichen Anhängern aufgesucht. Im Killarney National Park befindet sich ein Denkmal zur Erinnerung an den irischen Priester. Es wurde auch eine Hugh O’Flaherty Memorial Society gegründet. Seine Lebensgeschichte steht auf dem Lehrplan irischer Schulen. Eine Seligsprechung scheint nicht ausgeschlossen.

## Veröffentlichungen
- mit Jan Olav Smit: In our Father’s house. Saint Peter’s and the Vatican. Vatican Polyglot Press, Rom 1939.
- mit Jan Olav Smit: O Roma felix: Practical guide for walks in Rome. Verdesi, Rom 1959.